# Grntchichté
Grntchichté (en macédonien : Грнчиште (Grnčište)) est un village du centre de la Macédoine du Nord, situé dans la municipalité de Gradsko. Le village comptait 1 habitant en 2002.

## Démographie
Lors du recensement de 2002, le village comptait :
- Macédoniens : 1